# Bjørn Brinck-Claussen
Bjørn Brinck-Claussen (født 29. januar 1942, død 16. november 2022) var en dansk skakspiller, international mester og tredobbelt Danmarksmester i skak i (1966, 1970, 1977) og vinder af en individuel sølvmedalje ved Skakolympiaden 1962.

## Karriere
I 1960'erne og 1970'erne var Bjørn Brinck-Claussen en af de stærkeste danske skakspillere efter skakstormester Bent Larsen. Han vandt danmarksmesterskabet i skak tre gange; 1966, 1970 og 1977. I 1962/63 vandt han Hastings International Chess Congress B turnering. I 1963, vandt han det nordiske skakmesterskab. Han fik titlen International mester (IM) af FIDE 1986. I 1996 fik han en delt førsteplads i Københavnsmesterskabet.
Han spillede for Danmark ved skakolympiaden flere gange:

- I 1962 på andet reservebræt i Varna (+8, =2, -2) og vandt en individuel sølvmedalje
- I 1966 på tredje bræt i Tel Aviv (+7, =5, -2),
- I 1966 på andet bræt i Havana (+6, =2, -5),
- I 1968 på andet bræt i Lugano (+4, =6, -4),
- I 1984 på første reservebræt i Thessaloniki (+3, =5, -3),
- I 1990 på andet reservebræt Novi Sad (+1, =3, -2).

Brinck-Claussen var en meget aktiv skakspiller i mindst 60 år. Han deltog i Københavnsmesterskabet for juniorer i 1958 og spillede frem til 2018. I 2014 var der over 1500 af hans partier registreret i skakdatabasen Chessbase.

## Privatliv
Brinck-Claussen fik i 2018 en hjerneskade efter en blodprop i hjernen og boede siden på plejehjem i Gladsaxe Kommune. Han døde 16. november 2022.